# Чемпіонат світу з гірськолижного спорту 2011
Чемпіонат світу з гірськолижного спорту 2011 проходить в Гарміш-Партенкірхені, Баварія, Німеччина з 7 лютого по 20 лютого 2011 року.
Востаннє Гарміш-Партенкірхен приймав чемпіонат світу в 1978. Тут також проходили змагання з гірськолижного спорту в програмі зимових Олімпійських ігор 1936.
Міжнародна федерація лижного спорту надала місту право проведення чемпіонату 25 травня 2006. Рішення було прийняте в португальському місті Віламура. Шладмінг, Австрія зайняв друге місце в голосуванні, але буде господарем чемпіонату світу 2013. До цього рішення Гарміш-Партенкірхен подавав свою кандидатуру на проведення чемпіонату 5 разів впродовж 20 років.

## Переможці й призери

### Чоловіки
| Дисципліна              | Золото                         | Золото  | Срібло                      | Срібло  | Бронза                         | Бронза  |
| Швидкісний спуск        | Ерік Ґей (CAN)                 | 1:58.41 | Дідьє Кюш (SUI)             | 1:58.73 | Крістоф Іннергофер (ITA)       | 1:59.17 |
| Супергігантський слалом | Крістоф Іннергофер (ITA)       | 1:38.31 | Ганнес Райхельт (AUT)       | 1:38.91 | Івиця Костелич (CRO)           | 1:39.03 |
| Гігантський слалом      | Тед Лігеті США (USA)           | 2:10.56 | Сипрієн Рішар Франція (FRA) | 2:10.64 | Філіпп Шерґгофер Австрія (AUT) | 2:10.99 |
| Слалом                  | Жан-Батіст Ґранж Франція (FRA) | 1:41.72 | Єнс Біггмарк Швеція (SWE)   | 1:42.15 | Манфред Мельґґ Італія (ITA)    | 1:42.33 |
| Суперкомбінація         | Аксель Лунд Свіндаль (NOR)     | 2:54.51 | Крістоф Іннергофер (ITA)    | 2:55.52 | Петер Філл (ITA)               | 2:56.41 |

### Жінки
| Дисципліна              | Золото                     | Золото  | Срібло                         | Срібло  | Бронза                              | Бронза  |
| Швидкісний спуск        | Елізабет Гергль Австрія    | 1:47.24 | Ліндсі Вонн США                | 1:47.68 | Марія Ріш Німеччина                 | 1:47.84 |
| Супергігантський слалом | Елізабет Гергль (AUT)      | 1:23:82 | Джулія Манкузо (USA)           | 1:23:87 | Марія Ріш (GER)                     | 1:24:03 |
| Гігантський слалом      | Тіна Мазе Словенія (SLO)   |         | Федеріка Бріньоне Італія (ITA) |         | Тесса Ворлі Франція (FRA)           |         |
| Слалом                  | Марліс Шильд Австрія (AUT) | 1:45.79 | Катрін Цеттель Австрія (AUT)   | 1:46.13 | Марія П'єтіля-Гольмнер Швеція (SWE) | 1:46.44 |
| Суперкомбінація         | Анна Феннінґер (AUT)       | 2:43.23 | Тіна Мазе (SLO)                | 2:43.32 | Аня Персон (SWE)                    | 2:43.50 |

### Командні змагання
| Дисципліна        | Золото                                                                                       | Золото                                                                                       | Срібло                                                                                              | Срібло                                                                                              | Бронза                                                                                     | Бронза                                                                                     |
| Командні змагання | Франція Таїна Баріоз Анемон Мармоттан Тесса Ворлі Готьє де Тессьєр Тома Фанара Сипрієн Рішар | Франція Таїна Баріоз Анемон Мармоттан Тесса Ворлі Готьє де Тессьєр Тома Фанара Сипрієн Рішар | Австрія Анна Феннінґер Міхаела Кірхґассер Марліс Шильд Ромед Бауманн Беньямін Райх Філіпп Шерґгофер | Австрія Анна Феннінґер Міхаела Кірхґассер Марліс Шильд Ромед Бауманн Беньямін Райх Філіпп Шерґгофер | Швеція Сара Гектор Аня Персон Марія П'єтіля-Гольмнер Аксель Бек Ганс Ульссон Маттс Ульссон | Швеція Сара Гектор Аня Персон Марія П'єтіля-Гольмнер Аксель Бек Ганс Ульссон Маттс Ульссон |

## Таблиця медалей
Легенда
| Місце | Країна    | Золото | Срібло | Бронза | Загалом |
| ----- | --------- | ------ | ------ | ------ | ------- |
| 1     | Австрія   | 4      | 3      | 1      | 8       |
| 2     | Франція   | 2      | 1      | 1      | 4       |
| 3     | Італія    | 1      | 2      | 3      | 6       |
| 4     | США       | 1      | 2      | 0      | 3       |
| 5     | Словенія  | 1      | 1      | 0      | 2       |
| 6     | Канада    | 1      | 0      | 0      | 1       |
| 6     | Норвегія  | 1      | 0      | 0      | 1       |
| 8     | Швеція    | 0      | 1      | 3      | 4       |
| 9     | Швейцарія | 0      | 1      | 0      | 1       |
| 10    | Німеччина | 0      | 0      | 2      | 2       |
| 11    | Хорватія  | 0      | 0      | 1      | 1       |
|       | Всього    | 11     | 11     | 11     | 33      |

## Команди учасниці
У чемпіонаті світу змагаються 525 лижників із 69 країн.
| - Андорра - Аргентина - Австрія - Білорусь - Боснія і Герцеговина - Болгарія - Канада - Хорватія - Чехія - Данія - Фінляндія | - Франція - Грузія - Німеччина - Велика Британія - Угорщина - Італія - Казахстан - Ліхтенштейн - Молдова - Монако - Нідерланди | - Нова Зеландія - Норвегія - Польща - Росія - Словаччина - Словенія - Іспанія - Швеція - Швейцарія - Україна - США |

## Виноски
1. ↑  Men's Downhill Results. FIS. Архів оригіналу за 12 липня 2013. Процитовано 12 лютого 2011. [Архівовано 2012-05-24 у Archive.is]
2. ↑  FIS World Ski Championships Super G M Official Results. FIS. Архів оригіналу за 12 липня 2013. Процитовано 9 лютого 2011. [Архівовано 2011-02-10 у Wayback Machine.]
3. ↑  FIS World Ski Championships Super Combined M Official Results. FIS. Архів оригіналу за 12 липня 2013. Процитовано 14 лютого 2011. [Архівовано 2012-05-24 у Archive.is]
4. ↑  FIS World Ski Championships Downhill Results. FIS. Архів оригіналу за 12 липня 2013. Процитовано 13 лютого 2011. [Архівовано 2012-05-24 у Archive.is]
5. ↑  "FIS World Ski Championships Slalom L Results. FIS. Архів оригіналу за 12 липня 2013. Процитовано 19 лютого 2011. [Архівовано 2013-05-22 у Wayback Machine.]
6. ↑  FIS World Ski Championships Nations Team Event Results (PDF). FIS. Архів оригіналу (PDF) за 12 липня 2013. Процитовано 16 лютого 2011. [Архівовано 2011-03-03 у Wayback Machine.]
7. ↑  Three Years to Sochi; Alpine Skiing World Champs; Laureus Awards. Архів оригіналу за 28 вересня 2011. Процитовано 8 лютого 2011. [Архівовано 2011-09-28 у Wayback Machine.]